# Анг Чан I
Анг Чан I — король Камбоджі від 1516 до 1566 року.

## Життєпис
Був сином Томмо Рачеа I. Був змушений вісім років переховуватись у Сіамі. Прийшов до влади, здобувши перемогу над узурпаторами Дамкатом Соконтором і Неаєм Каном. Анг Чан за допомогою португальців узяв під контроль область навколо столиці Пномпеня, взяв у полон і 1529 року стратив Неая Кана.
Близько 1525 року Анг Чан відмовився від сюзеренітету Сіаму, що був нав'язаний його батькові. Такі дії спричинили негайну реакцію з боку тайського короля Раматібоді II, який вторгся до Камбоджі. Тайці зазнали важкої поразки біля Ангкора. Ще за три роки він заснував місто Ловек, де був урочисто коронований 1539 року.
1533 року Анг Чан скористався громадянською війною, що спалахнула в королівстві Аюттхая, щоб напасти на провінцію Прачін. 1534 року він відбив спробу узурпації влади з боку Понхеа Онга, сина Рачеа Раматуппдея. 1564 року камбоджійський правитель знову скористався заворушеннями в Аюттхаї, підійшовши до стін її столиці.